# Danger (AC/DC)
Danger è un brano degli AC/DC, pubblicato dalle etichette discografiche Atlantic Records e Albert Productions (Australia e Nuova Zelanda) nel giugno del 1985 come primo singolo estratto dall'album Fly on the Wall in abbinamento a Back in Business o a Hell or High Water (Australia e Nuova Zelanda) come Lato B.

## Accoglienza
Il brano è stato accolto positivamente dalla stampa. In particolare Cashbox ha affermato che: "[La canzone] è uno sforzo grintoso e con influenze blues", mentre Billboard ha scritto che: "I monarchi del metal si scatenano con un ritmo pesante".

## Tracce
Versione internazionale:
1. Danger
2. Back in Business

Versione australiana e neozelandese:
1. Danger
2. Hell of High Water

## Formazione
- Brian Johnson - voce[4]
- Angus Young - chitarra solista[4]
- Malcolm Young - chitarra ritmica[4]
- Cliff Williams - basso[4]
- Simon Wright – batteria[4]